# CONCACAF Nations League 2022-2023
La CONCACAF Nations League 2022-2023 è stata la seconda edizione della CONCACAF Nations League. La fase a gironi del torneo è iniziata il 2 giugno 2022 e la fase finale, che ha decretato i campioni, si è giocata il 18 giugno 2023, dove a trionfare sono stati di nuovo gli Stati Uniti.

## Formula
Il formato rimane quello dell'edizione precedente: le 41 squadre nazionali CONCACAF sono divise in tre leghe, con 12 squadre in Lega A (4 gironi da 3 squadre), 16 squadre in Lega B (4 gironi da 4 squadre) e 13 squadre in Lega C (3 gironi da 3 squadre e 1 girone da 4 squadre). Le squadre sono assegnate alle leghe in base alla classifica generale della CONCACAF Nations League 2019-2020.
Nella Lega A, le squadre competono per diventare campioni della CONCACAF Nations League. I quattro vincitori dei gruppi della Lega A si qualificano per la fase finale della CONCACAF Nations League che si disputerà nel mese di giugno 2023, e che si gioca in un formato a eliminazione diretta, composto da semifinali, finale per il terzo posto e finale.
Le vincitrici dei gironi delle altre leghe conseguono la promozione nella Lega immediatamente superiore per l'edizione 2024-2025. Le ultime classificate dei gironi delle leghe A e B invece retrocedono nella lega immediatamente inferiore.
Il torneo servirà anche come percorso di qualificazione alla CONCACAF Gold Cup 2023: si qualificheranno le prime due classificate di ogni gruppo della Lega A e le vincitrici dei quattro gruppi della lega B, mentre le quattro terze classificate della lega A, le quattro seconde classificate della lega B, e le quattro vincitrici dei gironi di lega C parteciperanno a degli spareggi per gli ultimi quattro posti disponibili.

## Date
Di seguito è riportato il programma della CONCACAF Nations League 2022-2023
| Fase          | Turno      | Date              |
| ------------- | ---------- | ----------------- |
| Fase a gironi | Giornata 1 | 2–4 giugno 2022   |
| Fase a gironi | Giornata 2 | 5–7 giugno 2022   |
| Fase a gironi | Giornata 3 | 9–11 giugno 2022  |
| Fase a gironi | Giornata 4 | 12–14 giugno 2022 |
| Fase a gironi | Giornata 5 | 23-25 marzo 2023  |
| Fase a gironi | Giornata 6 | 26-28 marzo 2023  |
| Finali        | Semifinali | 15 giugno 2023    |
| Finali        | Finali     | 18 giugno 2023    |

## Fase a gironi

### Sorteggio dei gruppi
Il sorteggio si è svolto a Miami, Florida, Stati Uniti il 4 aprile 2022, alle 19:00 EDT. Le squadre sono state suddivise in fasce utilizzando il ranking CONCACAF.
| Urna | Squadra     | Pt    | Rank |
| ---- | ----------- | ----- | ---- |
| 1    | Messico     | 2.020 | 1    |
| 1    | Stati Uniti | 1.917 | 2    |
| 1    | Canada      | 1.821 | 3    |
| 1    | Costa Rica  | 1.805 | 4    |
| 2    | Panama      | 1.624 | 5    |
| 2    | Giamaica    | 1.471 | 6    |
| 2    | El Salvador | 1.390 | 9    |
| 2    | Honduras    | 1.350 | 10   |
| 3    | Martinica   | 1.252 | 11   |
| 3    | Curaçao     | 1.249 | 12   |
| 3    | Suriname    | 1.089 | 15   |
| 3    | Grenada     | 834   | 25   |

| Urna | Squadra                   | Pt    | Rank |
| ---- | ------------------------- | ----- | ---- |
| 1    | Haiti                     | 1.432 | 7    |
| 1    | Guatemala                 | 1.417 | 8    |
| 1    | Trinidad e Tobago         | 1.232 | 13   |
| 1    | Cuba                      | 1.096 | 14   |
| 2    | Guyana francese           | 1.030 | 16   |
| 2    | Guadalupa                 | 1.011 | 17   |
| 2    | Nicaragua                 | 986   | 18   |
| 2    | Bermuda                   | 973   | 19   |
| 3    | Antigua e Barbuda         | 953   | 20   |
| 3    | Guyana                    | 924   | 21   |
| 3    | Rep. Dominicana           | 872   | 23   |
| 3    | Saint Vincent e Grenadine | 865   | 24   |
| 4    | Belize                    | 795   | 26   |
| 4    | Montserrat                | 767   | 27   |
| 4    | Barbados                  | 674   | 31   |
| 4    | Bahamas                   | 538   | 33   |

| Urna | Squadra                   | Pt  | Rank |
| ---- | ------------------------- | --- | ---- |
| 1    | Saint Kitts e Nevis       | 910 | 22   |
| 1    | Porto Rico                | 725 | 28   |
| 1    | Bonaire                   | 718 | 29   |
| 1    | Saint Lucia               | 709 | 30   |
| 2    | Dominica                  | 625 | 32   |
| 2    | Aruba                     | 528 | 34   |
| 2    | Isole Cayman              | 512 | 35   |
| 2    | Turks e Caicos            | 448 | 36   |
| 3    | Saint-Martin              | 381 | 37   |
| 3    | Sint Maarten              | 296 | 38   |
| 3    | Isole Vergini Americane   | 246 | 39   |
| 3    | Anguilla                  | 218 | 40   |
| 3    | Isole Vergini Britanniche | 152 | 41   |

### Lega A

#### Gruppo A
| Squadra  | Pt | G | V | N | P | GF | GS | DG |
| -------- | -- | - | - | - | - | -- | -- | -- |
| Messico  | 8  | 4 | 2 | 2 | 0 | 8  | 3  | +5 |
| Giamaica | 6  | 4 | 1 | 3 | 0 | 7  | 5  | +2 |
| Suriname | 1  | 4 | 0 | 1 | 3 | 2  | 9  | -7 |

| Squadra  | Messico (bandiera) | Giamaica (bandiera) | Suriname (bandiera) |
| -------- | ------------------ | ------------------- | ------------------- |
| Messico  |                    | 2 – 2               | 3 – 0               |
| Giamaica | 1 – 1              |                     | 3 – 1               |
| Suriname | 0 – 2              | 1 – 1               |                     |

#### Gruppo B
| Squadra    | Pt | G | V | N | P | GF | GS | DG |
| ---------- | -- | - | - | - | - | -- | -- | -- |
| Panama     | 10 | 4 | 3 | 1 | 0 | 8  | 0  | +8 |
| Costa Rica | 6  | 4 | 2 | 0 | 2 | 4  | 4  | +0 |
| Martinica  | 1  | 4 | 0 | 1 | 3 | 1  | 9  | -8 |

| Squadra    | Costa Rica (bandiera) | Panama (bandiera) | Martinica (bandiera) |
| ---------- | --------------------- | ----------------- | -------------------- |
| Costa Rica |                       | 0 – 1             | 2 – 0                |
| Panama     | 2 – 0                 |                   | 5 – 0                |
| Martinica  | 1 – 2                 | 0 – 0             |                      |

#### Gruppo C
| Squadra  | Pt | G | V | N | P | GF | GS | DG |
| -------- | -- | - | - | - | - | -- | -- | -- |
| Canada   | 9  | 4 | 3 | 0 | 1 | 11 | 3  | +8 |
| Honduras | 6  | 4 | 2 | 0 | 2 | 5  | 7  | -2 |
| Curaçao  | 3  | 4 | 1 | 0 | 3 | 2  | 8  | -6 |

| Squadra  | Canada (bandiera) | Honduras (bandiera) | Curaçao (bandiera) |
| -------- | ----------------- | ------------------- | ------------------ |
| Canada   |                   | 4 – 1               | 4 – 0              |
| Honduras | 2 – 1             |                     | 1 – 2              |
| Curaçao  | 0 – 2             | 0 – 1               |                    |

#### Gruppo D
| Squadra     | Pt | G | V | N | P | GF | GS | DG  |
| ----------- | -- | - | - | - | - | -- | -- | --- |
| Stati Uniti | 10 | 4 | 3 | 1 | 0 | 14 | 2  | +12 |
| El Salvador | 5  | 4 | 1 | 2 | 1 | 6  | 5  | +1  |
| Grenada     | 1  | 4 | 0 | 1 | 3 | 4  | 17 | -13 |

| Squadra     | Stati Uniti (bandiera) | El Salvador (bandiera) | Grenada (bandiera) |
| ----------- | ---------------------- | ---------------------- | ------------------ |
| Stati Uniti |                        | 1 – 0                  | 5 – 0              |
| El Salvador | 1 – 1                  |                        | 3 – 1              |
| Grenada     | 1 – 7                  | 2 – 2                  |                    |

### Lega B

#### Gruppo A
| Squadra           | Pt | G | V | N | P | GF | GS | DG |
| ----------------- | -- | - | - | - | - | -- | -- | -- |
| Cuba              | 15 | 6 | 5 | 0 | 1 | 11 | 3  | +8 |
| Guadalupa         | 9  | 6 | 3 | 0 | 3 | 5  | 5  | +0 |
| Antigua e Barbuda | 9  | 6 | 3 | 0 | 3 | 5  | 7  | -2 |
| Barbados          | 3  | 6 | 1 | 0 | 5 | 3  | 9  | -6 |

| Squadra           | Cuba (bandiera) | Guadalupa (bandiera) | Antigua e Barbuda (bandiera) | Barbados (bandiera) |
| ----------------- | --------------- | -------------------- | ---------------------------- | ------------------- |
| Cuba              |                 | 1 – 0                | 3 – 1                        | 3 – 0               |
| Guadalupa         | 2 – 1           |                      | 0 – 1                        | 2 – 1               |
| Antigua e Barbuda | 0 – 2           | 1 – 0                |                              | 1 – 2               |
| Barbados          | 0 – 1           | 0 – 1                | 0 – 1                        |                     |

#### Gruppo B
| Squadra    | Pt | G | V | N | P | GF | GS | DG  |
| ---------- | -- | - | - | - | - | -- | -- | --- |
| Haiti      | 16 | 6 | 5 | 1 | 0 | 22 | 5  | +17 |
| Guyana     | 10 | 6 | 3 | 1 | 2 | 8  | 14 | -6  |
| Bermuda    | 4  | 6 | 1 | 1 | 4 | 7  | 10 | -3  |
| Montserrat | 4  | 6 | 1 | 1 | 4 | 6  | 14 | -8  |

| Squadra    | Haiti (bandiera) | Bermuda (bandiera) | Guyana (bandiera) | Montserrat (bandiera) |
| ---------- | ---------------- | ------------------ | ----------------- | --------------------- |
| Haiti      |                  | 3 – 1              | 6 – 0             | 3 – 2                 |
| Bermuda    | 0 – 0            |                    | 0 – 2             | 3 – 0 (tav.)          |
| Guyana     | 2 – 6            | 2 – 1              |                   | 0 – 0                 |
| Montserrat | 0 – 4            | 3 – 2              | 1 – 2             |                       |

#### Gruppo C
| Squadra                   | Pt | G | V | N | P | GF | GS | DG  |
| ------------------------- | -- | - | - | - | - | -- | -- | --- |
| Nicaragua                 | 14 | 6 | 4 | 2 | 0 | 15 | 5  | +10 |
| Trinidad e Tobago         | 13 | 6 | 4 | 1 | 1 | 12 | 4  | +8  |
| Bahamas                   | 4  | 6 | 1 | 1 | 4 | 2  | 11 | -9  |
| Saint Vincent e Grenadine | 2  | 6 | 0 | 2 | 4 | 5  | 14 | -9  |

| Squadra                   | Trinidad e Tobago (bandiera) | Nicaragua (bandiera) | Saint Vincent e Grenadine (bandiera) | Bahamas (bandiera) |
| ------------------------- | ---------------------------- | -------------------- | ------------------------------------ | ------------------ |
| Trinidad e Tobago         |                              | 1 – 1                | 4 – 1                                | 1 – 0              |
| Nicaragua                 | 2 – 1                        |                      | 4 – 1                                | 4 – 0              |
| Saint Vincent e Grenadine | 0 – 2                        | 2 – 2                |                                      | 1 – 1              |
| Bahamas                   | 0 – 3                        | 0 – 2                | 1 – 0                                |                    |

#### Gruppo D
| Squadra         | Pt | G | V | N | P | GF | GS | DG |
| --------------- | -- | - | - | - | - | -- | -- | -- |
| Guatemala       | 13 | 6 | 4 | 1 | 1 | 11 | 4  | +7 |
| Guyana francese | 11 | 6 | 3 | 2 | 1 | 8  | 8  | +0 |
| Rep. Dominicana | 8  | 6 | 2 | 2 | 2 | 8  | 7  | +1 |
| Belize          | 1  | 6 | 0 | 1 | 5 | 2  | 10 | -8 |

| Squadra         | Guatemala (bandiera) | Guyana francese (bandiera) | Rep. Dominicana (bandiera) | Belize (bandiera) |
| --------------- | -------------------- | -------------------------- | -------------------------- | ----------------- |
| Guatemala       |                      | 4 – 0                      | 2 – 0                      | 2 – 0             |
| Guyana francese | 2 – 0                |                            | 1 – 1                      | 1 – 0             |
| Rep. Dominicana | 1 – 1                | 2 – 3                      |                            | 2 – 0             |
| Belize          | 1 – 2                | 1 – 1                      | 0 – 2                      |                   |

### Lega C

#### Gruppo A
| Squadra                 | Pt | G | V | N | P | GF | GS | DG  |
| ----------------------- | -- | - | - | - | - | -- | -- | --- |
| Sint Maarten            | 11 | 6 | 3 | 2 | 1 | 19 | 9  | +10 |
| Bonaire                 | 10 | 6 | 3 | 1 | 2 | 12 | 11 | +1  |
| Turks e Caicos          | 9  | 6 | 3 | 0 | 3 | 10 | 16 | -6  |
| Isole Vergini Americane | 4  | 6 | 1 | 1 | 4 | 5  | 10 | -5  |

| Squadra                 | Bonaire (bandiera) | Turks e Caicos (bandiera) | Isole Vergini Americane (bandiera) | Sint Maarten (bandiera) |
| ----------------------- | ------------------ | ------------------------- | ---------------------------------- | ----------------------- |
| Bonaire                 |                    | 1 – 2                     | 2 – 0                              | 2 – 2                   |
| Turks e Caicos          | 1 – 4              |                           | 1 – 0                              | 2 – 0                   |
| Isole Vergini Americane | 0 – 2              | 3 – 2                     |                                    | 1 – 2                   |
| Sint Maarten            | 6 – 1              | 8 – 2                     | 1 – 1                              |                         |

#### Gruppo B
| Squadra             | Pt | G | V | N | P | GF | GS | DG |
| ------------------- | -- | - | - | - | - | -- | -- | -- |
| Saint Kitts e Nevis | 10 | 4 | 3 | 1 | 0 | 9  | 4  | +5 |
| Aruba               | 4  | 4 | 1 | 1 | 2 | 5  | 5  | +0 |
| Saint-Martin        | 2  | 4 | 0 | 2 | 2 | 2  | 7  | -5 |

| Squadra             | Saint Kitts e Nevis (bandiera) | Aruba (bandiera) | Saint-Martin (bandiera) |
| ------------------- | ------------------------------ | ---------------- | ----------------------- |
| Saint Kitts e Nevis |                                | 2 – 0            | 1 – 1                   |
| Aruba               | 2 – 3                          |                  | 3 – 0                   |
| Saint-Martin        | 1 – 3                          | 0 – 0            |                         |

#### Gruppo C
| Squadra     | Pt | G | V | N | P | GF | GS | DG |
| ----------- | -- | - | - | - | - | -- | -- | -- |
| Saint Lucia | 12 | 4 | 4 | 0 | 0 | 8  | 2  | +6 |
| Dominica    | 2  | 4 | 0 | 2 | 2 | 2  | 5  | -3 |
| Anguilla    | 2  | 4 | 0 | 2 | 2 | 2  | 5  | -3 |

| Squadra     | Saint Lucia (bandiera) | Dominica (bandiera) | Anguilla (bandiera) |
| ----------- | ---------------------- | ------------------- | ------------------- |
| Saint Lucia |                        | 3 – 1               | 2 – 0               |
| Dominica    | 0 – 1                  |                     | 1 – 1               |
| Anguilla    | 1 – 2                  | 0 – 0               |                     |

#### Gruppo D
| Squadra                   | Pt | G | V | N | P | GF | GS | DG  |
| ------------------------- | -- | - | - | - | - | -- | -- | --- |
| Porto Rico                | 12 | 4 | 4 | 0 | 0 | 17 | 2  | +15 |
| Isole Cayman              | 2  | 4 | 0 | 2 | 2 | 3  | 10 | -7  |
| Isole Vergini Britanniche | 2  | 4 | 0 | 2 | 2 | 3  | 11 | -8  |

| Squadra                   | Porto Rico (bandiera) | Isole Cayman (bandiera) | Isole Vergini Britanniche (bandiera) |
| ------------------------- | --------------------- | ----------------------- | ------------------------------------ |
| Porto Rico                |                       | 5 – 1                   | 6 – 0                                |
| Isole Cayman              | 0 – 3                 |                         | 1 – 1                                |
| Isole Vergini Britanniche | 1 – 3                 | 1 – 1                   |                                      |

## Fase finale
Le quattro vincitrici dei rispettivi gruppi accedono alla fase finale. Per determinare gli accoppiamenti delle semifinali è stata stilata una classifica in base ai risultati ottenuti nella fase a gruppi, la prima classificata affronta la quarta classificata e la seconda classificata affronta la terza classificata.
| Squadra     | Pt | G | V | N | P | GF | GS | DG  |
| ----------- | -- | - | - | - | - | -- | -- | --- |
| Stati Uniti | 10 | 4 | 3 | 1 | 0 | 14 | 2  | +12 |
| Panama      | 10 | 4 | 3 | 1 | 0 | 8  | 0  | +8  |
| Canada      | 9  | 4 | 3 | 0 | 1 | 11 | 3  | +9  |
| Messico     | 8  | 4 | 2 | 2 | 0 | 8  | 3  | +5  |

### Tabellone
|  | Semifinali | Semifinali  | Semifinali  |             |        | 1º/2º posto | 1º/2º posto | 1º/2º posto |  |
|  |            |             |             |             |        |             |             |             |  |
|  | A2         | Panama      | 0           |             |        |             |             |             |  |
|  | A2         | Panama      | 0           |             |        |             |             |             |  |
|  | A3         | Canada      | 2           |             |        |             |             |             |  |
|  | A3         | Canada      | 2           |             | Canada | Canada      | 0           |             |  |
|  |            |             |             |             | Canada | Canada      | 0           |             |  |
|  |            |             | Stati Uniti | Stati Uniti | 2      |             |             |             |  |
|  | A1         | Stati Uniti | Stati Uniti | Stati Uniti | 2      | 3           |             |             |  |
|  | A1         | Stati Uniti |             |             |        | 3           |             |             |  |
|  | A4         | Messico     | 0           |             |        | 3º/4º posto | 3º/4º posto | 3º/4º posto |  |
|  | A4         | Messico     | 0           |             |        |             |             |             |  |
|  |            |             |             |             |        |             |             |             |  |
|  |            |             |             |             |        | Panama      | Panama      | 0           |  |
|  |            |             |             |             |        | Panama      | Panama      | 0           |  |
|  |            |             |             |             |        | Messico     | Messico     | 1           |  |

### Semifinali
| Arbitro: | Juan Gabriel Calderón |

|  |           |                      |
|  | Marcatori | 25’ David 70’ Davies |

| Arbitro: | Iván Barton |

|                           |           |  |
| Pulisic 37’, 43’ Pepi 79’ | Marcatori |  |

### Finale 3º posto
| Arbitro: | Daneon Parchment |

|  |           |             |
|  | Marcatori | 4’ Gallardo |

### Finale
| Arbitro: | Said Martínez |

|  |           |                          |
|  | Marcatori | 12’ Richards 34’ Balogun |